# 周波数変調
周波数変調（しゅうはすうへんちょう、FM、英語: frequency modulation・フリクエンシー・モデュレーション）とは、情報を搬送波の周波数の変化で伝達する変調方式である。
FMラジオ放送、アマチュア無線、業務無線（航空交通管制を除く。航空交通管制では振幅変調が利用されている）、アナログテレビジョン放送の音声信号（FMラジオの受信機でも聴くことができたのはこのため）などに広く利用される。情報伝送ではない分野では、シンセサイザーの発音方式にも利用された（FM音源の記事を参照）。

## 概要

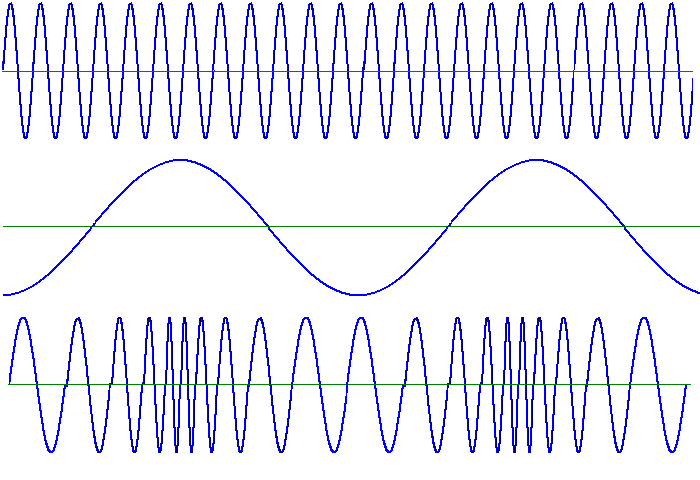
FM変調の各波形 上：変調前の搬送波、中：変調に用いる信号波、下：送信波

周波数変調では、情報を表す信号電圧によって搬送波の周波数を上下に変移させる。結果として、搬送波の疎密によって信号が表されることになる。図の例では、信号電圧最大で搬送波周波数を最も高く、最低で周波数を最も低くなるようにしているが、信号の変化方向と周波数の変化方法は逆でも良い。搬送波の周波数が無変調時から信号によって変化した変化分を周波数偏移という。

## FM変調回路・復調回路
もともと真空管をリアクタンス管として用いてきたが、トランジスタの発明以降は、発振周波数を電圧で制御できる発振器、すなわち電圧制御発振器(VCO)の制御電圧に変調信号を加えることによりFM変調波が得られる方法が主流。復調は、共振回路のスロープ特性を利用した周波数弁別器（ディスクリミネータ）が用いられることが多い。他に、受信信号をPLL回路の比較入力信号として入力し、PLL回路内のVCO制御電圧の変化を復調出力とする方法もある。→変調方式・復調方式

## 弱肉強食特性
FMは、単に発振器の周波数を変化させるだけなので、送信電力の変動がない。つまり、常に最大電力であり電力が弱くなる瞬間がない。また、受信はAGCを使わないでリミッタで飽和増幅するため、振幅成分は完全に失われる。これらの理由により、同一の搬送波周波数の強い信号を受信した場合、弱い信号は強い信号によって隠されてしまう（マスキング）ため、存在が確認できなくなる。これを弱肉強食特性と言う。技術者やアマチュア無線家の間で一般に広く使われている専門用語（ジャーゴン）である。
一般の無線通信では、通信中に被ってくる弱い信号は「有害な混信」と見なされるので、完全に排除できることが望ましい。FM受信機では、コチャンネル特性（英語: cochannel selectivity：同一チャネル選択度）という指標で排除能力を示す。

## 理論
{\displaystyle V_{\mathrm {c} }=V_{\mathrm {cm} }\cos \omega _{\mathrm {c} }t=V_{\mathrm {cm} }\cos 2\pi f_{\mathrm {c} }t\,}
{\displaystyle V_{\mathrm {s} }=V_{\mathrm {sm} }\cos \omega _{\mathrm {s} }t=V_{\mathrm {sm} }\cos 2\pi f_{\mathrm {s} }t\,}
ただし、

{\displaystyle V_{\mathrm {c} }}: 搬送波, {\displaystyle V_{\mathrm {cm} }}: 搬送波最大値, {\displaystyle f_{\mathrm {c} }}: 中心周波数（搬送波周波数）

{\displaystyle V_{\mathrm {s} }}: 信号波, {\displaystyle V_{\mathrm {sm} }}: 信号波最大値, {\displaystyle f_{\mathrm {s} }}: 信号波周波数
とするとき、被変調波は以下のように表される。
{\displaystyle V_{\mathrm {m} }=V_{\mathrm {cm} }\sin \theta _{\mathrm {m} }\,}
被変調波位相角は信号波により変化するので時間積分すると次のようになる。
{\displaystyle \theta _{\mathrm {m} }=\int _{0}^{t}\omega _{\mathrm {m} }\ dt=\omega _{\mathrm {c} }t+{\frac {\Delta \omega }{\omega _{\mathrm {s} }}}\sin \omega _{\mathrm {s} }t\,}
{\displaystyle {\begin{aligned}V_{\mathrm {m} }&=V_{\mathrm {cm} }\sin \theta _{\mathrm {m} }=V_{\mathrm {cm} }\sin \left\{\omega _{\mathrm {c} }t+{\frac {\Delta \omega }{\omega _{\mathrm {s} }}}\sin \omega _{\mathrm {s} }t\right\}\\&=V_{\mathrm {cm} }\sin(\omega _{\mathrm {c} }t+m\sin \omega _{\mathrm {s} }t)\\\end{aligned}}}
ただし、

{\displaystyle \omega _{\mathrm {m} }=\omega _{\mathrm {c} }+\Delta \omega \cos \omega _{\mathrm {s} }t\,}

{\displaystyle f_{\mathrm {m} }=f_{\mathrm {c} }+\Delta f\cos 2\pi f_{\mathrm {s} }t\,}

{\displaystyle \omega _{\mathrm {m} }}: 被変調波角周波数, {\displaystyle f_{\mathrm {m} }}: 被変調波周波数, {\displaystyle \Delta f}: 最大周波数偏移, {\displaystyle V_{\mathrm {m} }}: 被変調波, {\displaystyle \theta _{\mathrm {m} }}: 被変調波位相角

{\displaystyle m=(\Delta \omega /\omega _{\mathrm {s} })=(\Delta f/f_{\mathrm {s} })}
{\displaystyle m}: 変調指数
この変調波の周波数軸上のスペクトルはベッセル関数によって表現される。

また、占有帯域幅、最大周波数偏移は次のように表される。
{\displaystyle BW=2f_{\mathrm {sm} }(m+1)}
{\displaystyle \Delta f=mf_{\mathrm {sm} }}
{\displaystyle BW}: 占有帯域幅, {\displaystyle \Delta f}: 最大周波数偏移, {\displaystyle f_{\mathrm {sm} }}: 信号波の最大周波数, {\displaystyle m}: 変調指数
さらに、変調指数が1未満程度の場合において、95%以上の電力が存在する占有帯域幅は次のカーソンの式で近似的に表される。
{\displaystyle BW=\ 2(\Delta f+f_{\mathrm {sm} })}
この近似式で計算した占有帯域幅を、真の占有帯域幅と区別してカーソン帯域という。

## FM放送
歴史
FMの歴史は1933年12月26日にアメリカのエドウィン・アームストロングが周波数変調の特許を取得して始まった。アームストロングは1937年には世界初のFMラジオ放送局W2XMNを開設して放送を行った。
事業として初のFMラジオ放送は1941年開局のテネシー州ナッシュビルのWSM-FMで、初の民間放送でもある。
1961年には連邦通信委員会（FCC）がFMラジオのステレオ技術を規格化して数百のFMラジオ局が開局。連邦通信委員会（FCC）は1966年にはFMラジオの放送内容をAMラジオと分離することを決定し、FMラジオ放送の聴取者が増えるきっかけとなった。
日本国内の歴史
日本ではFM技術による音声放送はテレビ放送の音声部分の放送が先行する形になり1953年に放送開始した。世界的にはFM音声放送は88 - 108Mc（当初は90 - 100Mc）を使用しているが、日本国内のFMのバンドについては、当初は60-68Mcおよび87-90Mcが割り当てられた。テレビのチャンネルプランの1から3チャンネルが、駐留米軍の使用帯域との競合や放送会社間の様々の問題が原因でこの帯域に割り当てられたため、日本独自の帯域となった。当初のバンドは3Mcと狭すぎたため、後に80-90Mcに拡大された。現在、60-68Mcは防災無線などで使用されている。
日本国内のFMラジオの実験放送はNHKにより1957年12月24日にNHK千代田送信所のテレビ用鉄塔を利用し周波数87.3Mc、空中線電力1kWで行われたのが最初である。
NHKは1957年に大阪でもFMラジオの実験放送を開始した。
1957年にはFMラジオ放送免許申請が多くの民間の放送事業者・新聞社・宗教法人などから行われ、翌1958年4月には学校法人東海大学に対して実験局の予備免許が交付され、JS2AOのコールサインで1958年12月26日に開局し、周波数は86.5Mcで、渋谷区富ヶ谷の東海大学校舎屋上のアンテナから送信された。これが日本で最初の民間ラジオ放送のFM局、FM東海（現：エフエム東京・TOKYO FM
）の始まりとなった。1960年3月にはFM東海に実用化試験局の予備免許が交付された。

## FMステレオ方式

### 和差方式
モノラル放送との互換性を保つため、和差方式が一般的に用いられる。この和差方式は、FMステレオ受信機を用いればステレオを聞くことができ、ステレオに対応していないFM受信機では、右・左の和であるモノラル音声のみを再生するので互換性が保たれる。主信号を左右の和であるL+R信号とし、副信号は可聴周波数よりも十分に高く設定した副搬送波を差信号のL-R信号で変調したものとする。この主信号と副信号とを合成したコンポジット信号で放送の主搬送波（基本搬送波）を変調する。モノラルの受信機しか有さない場合、主信号のL+R信号のみを再生すれば左右の偏らない放送を聞くことができる。ステレオを再生する場合、主信号のL+Rと副信号のL-Rの両方を再生した後、それぞれの和と差を取れば、(L+R)+(L-R)=2L、(L+R)-(L-R)=2R、となり、左右の信号が再生される。FMステレオ放送の場合、副搬送波を振幅変調するか周波数変調するかにより方式が異なってくる。

### AM-FM方式

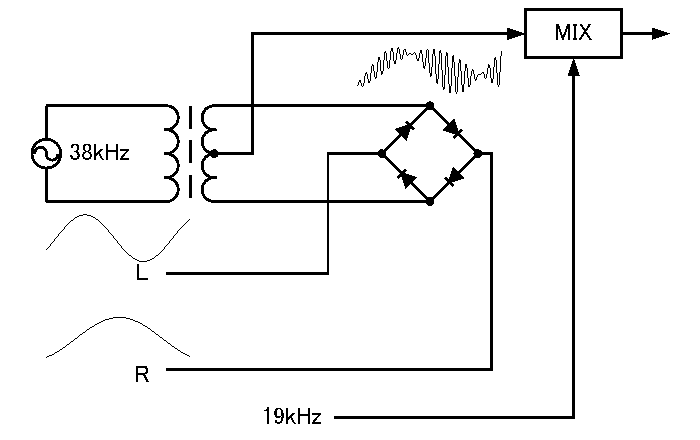
AM-FM方式ステレオ変調の原理

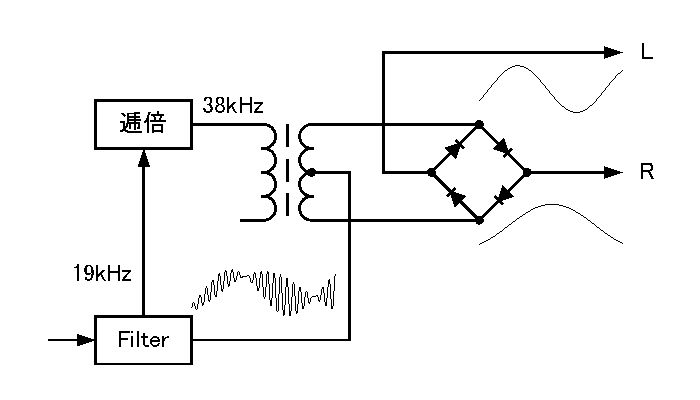
AM-FM方式ステレオ復調の原理

和差方式
右・左の差信号で38kHzの副搬送波を平衡変調して副信号とする。その信号と19kHzのパイロット信号とを右・左の和信号に多重して放送の搬送波を変調する。ステレオを再生する場合は、19kHzのパイロット信号を2逓倍し38kHzの副搬送波を生成することで副信号をAM復調してL-R信号を再生し、FM復調した、主信号であるL+R信号との間で和差を取ることにより左右を分離する。送信側で差信号を平衡変調した結果FM変調のスペクトルには38kHzの副搬送波は含まれておらず、受信側で19kHzのパイロット信号を頼りに生成する必要がある。送信側で取り除いた副搬送波を受信側で生成するという手間を踏む理由は、FM変調の際に変調度のほとんどを音声信号に割り当てるための工夫である（副搬送波のパワースペクトルを変調に割り当てない）。こうすることでS/N比が高い送信波が得られる。日本におけるFMステレオラジオ放送方式として用いられている。
スイッチング方式
38kHzのスイッチング信号により、左右の信号を切り替えてコンポジット信号を生成する。再生する場合はこの逆で、コンポジット信号を38kHzのスイッチング信号で同期を取って左右に分離する。原理上は同期検波と同じである。ここで、スイッチング方式により得たコンポジット信号を分析すると、L+Rの信号と、L-Rの包絡線で38kHzを変調したDSB波との合成であることがわかる。したがって、スイッチング方式で変調したコンポジット信号は和差方式でも再生することができる。また、和差方式によりコンポジット信号を生成する際に、副信号を特定のレベルに合わせればスイッチング方式のコンポジット信号と等価な信号が得られる。したがって和差方式で変調したコンポジット信号をスイッチング方式で再生することも可能になる。実際にはスイッチング方式の方が回路の構成が簡単なため、FMステレオの再生はスイッチング方式またはスイッチング方式に準じた同期検波が使われる。

### FM-FM方式
第二音声または差信号で副搬送波を周波数変調した信号とパイロット信号とを主信号または和信号に多重して周波数変調するもので、日本におけるテレビの音声多重放送（二か国語音声・ステレオ音声）方式として用いられている。ステレオの再生方法は和差方式である。

### その他のFMステレオ方式
- FM-PM方式
- FMXステレオ方式